# Somalia ai Giochi della XX Olimpiade
La Somalia partecipò ai Giochi della XX Olimpiade che si sono svolti a Monaco di Baviera dal 26 agosto all'11 settembre 1972, con una delegazione di tre atleti impegnati complessivamente in quattro specialità dell'atletica leggera. Il portabandiera fu Mohamed Aboker, che gareggiò negli 800 e nei 1500 metri. Fu la prima partecipazione di questo paese ai Giochi. Non fu conquistata nessuna medaglia.